# Tamar Ariel

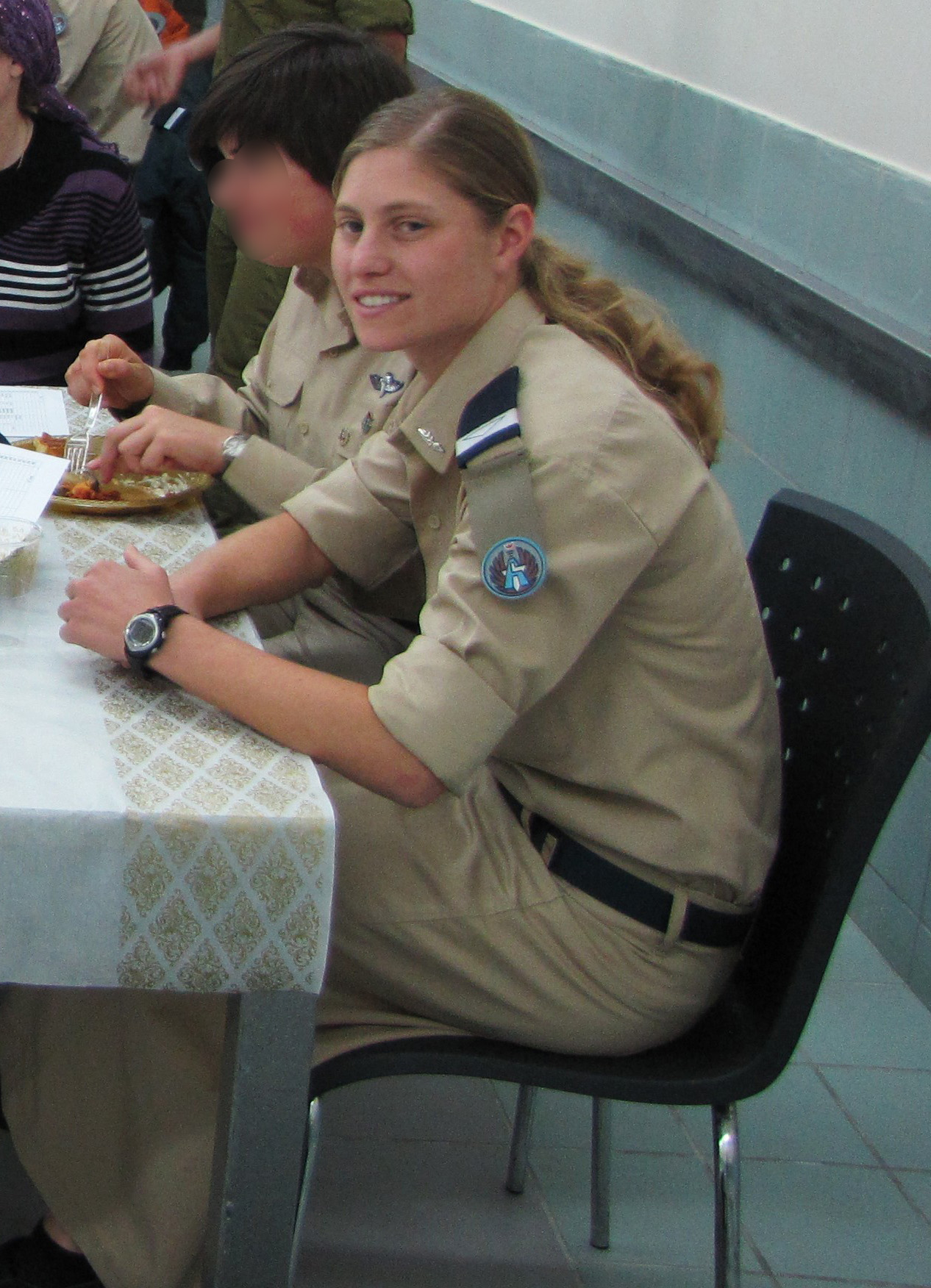

La capitana Tamar Ariel (12 de septiembre de 1989-14 de octubre de 2014) era una navegante de la Fuerza de Aire israelí, la primera piloto ortodoxa de Israel. Murió en una tormenta de nieve en el Himalaya en 2014, a los 25 años. 

## Biografía
Tamar Ariel era de Masu'ot Yitzhak, una comunidad agrícola cooperativa. Su padre nació en el Moshav y su madre inmigró de Puerto Rico. Tamar era la tercera de seis hijos.
Ariel se graduó de la escuela de vuelo de la Fuerza Aérea de Israel (IAF) en diciembre de 2012. Durante su entrenamiento, se vio obligada a eyectarse desde su jet, lo que provocó que se lanzara hacia el cielo y se fracturara una vértebra en la espalda. Ariel pasó meses en un molde de cuerpo elástico y luego completó su entrenamiento. Después de la graduación, ella voló un F-16D. Durante la Operación Margen Protector, de acuerdo con uno de sus comandantes, ella voló la mayoría de las misiones de combate en su escuadrón.
Ariel murió, a la edad de 25 años, en una tormenta de nieve que azotó la alta e montaña en unas vacaciones en el Himalaya en 2014.